# Maike Vogt-Lüerssen
Maike Vogt-Lüerssen (* 24. März 1956 in Wilhelmshaven) ist eine deutsche Buchautorin.

## Ausbildung
Vogt-Lüerssen besuchte in Wilhelmshaven erfolgreich das Käthe-Kollwitz-Gymnasium.
An der Philipps-Universität in Marburg an der Lahn studierte sie Biologie, Geschichte und Pädagogik für das Lehramt.
Zum Studienabschluss legte sie 1986 im Fach Biologie eine Hausarbeit zum Thema Makroalgen und ihre Nutzung: ein geschichtlicher Überblick vor.

## Tätigkeit als Autorin
Vogt-Lüerssen ist Autorin mehrerer Biographien und Sachbücher, die weit überwiegend per Book-on-Demand veröffentlicht werden. Zu ihren Spezialgebieten zählen Frauengestalten des Mittelalters und der frühen Neuzeit.

## Rezeption
Die mit vielen Bildern illustrierten, sprachlich einfach gehaltenen Texte von Frau Vogt-Lüerssen finden ein reges Lesepublikum. In Amazon-Besprechungen wird hervorgehoben, nun könne man endlich lesen, wie es „wirklich“ war. Andere Diskussionsbeiträge kritisieren eine einseitige Darstellung.
Von Fachwelt und Verlagen werden die Texte wenig beachtet. Der Gießener Anglist und Geschichtswissenschaftler Martin Spies hielt der Autorin „einseitig selektierenden, mitunter stark interpretatorischen Umgang mit dem Quellenmaterial“ vor.

## Privates
Seit 1995 lebt sie mit ihrer Familie in Australien. Ihr Mann Holger Lüerssen finanziert ihre schriftstellerische Tätigkeit.

## Werke
- Anna von Sachsen. Gattin von Wilhelm von Oranien
- Der Alltag im Mittelalter. Mainz: Probst 2001. ISBN 3-935718-27-6
- Die Sforza I: Bianca Maria Visconti. Die Stammmutter der Sforza
- Frauen in der Renaissance: 30 Einzelschicksale
- Lucrezia Borgia. Das Leben einer Papsttochter in der Renaissance
- Katharina von Bora. Martin Luthers Frau.
- Margarete von Österreich. Die burgundische Habsburgerin
- Martin Luther. In Wort und Bild
- 40 Frauenschicksale aus dem 15. und 16. Jahrhundert. Mainz: Probst 2001. ISBN  3-935718-19-5
- Wer ist Mona Lisa? Auf der Suche nach ihrer Identität.
- Zeitreise 1: Besuch einer spätmittelalterlichen Stadt